# Dean Cundey
Dean Raymond Cundey (* 12. März 1946 in Alhambra, Kalifornien, USA) ist ein US-amerikanischer Kameramann, der bei vielen Filmen von bekannten Regisseuren wie John Carpenter, Steven Spielberg, Robert Zemeckis und Ron Howard mitwirkte. 

## Leben
Dean Cundey setzt gerne neueste Kameratechniken ein. Er ist für die Kamerafahrten in Filmen wie John Carpenters Halloween – Die Nacht des Grauens oder auch Die Klapperschlange verantwortlich. Im Jahr 1997 gab er sein Debüt als Regisseur mit dem Film Liebling, jetzt haben wir uns geschrumpft.
Im Jahr 1989 wurde Dean R. Cundey für seine Arbeit an Falsches Spiel mit Roger Rabbit für den Oscar nominiert. Im Jahre 2002 wurde Cundey mit einem Daytime Emmy für sein Mitwirken an einer Episode der Sendung Religion & Ethics Newsweekly ausgezeichnet. Die Society of Camera Operators zeichnete ihn 1999 mit dem President’s Award aus. 2014 wurde er mit dem ASC Lifetime Achievement Award geehrt.

## Filmografie (Auswahl)
- 1972: Der Blob (Beware! The Blob) (Verantwortlich für Spezialeffekte)
- 1978: Halloween – Die Nacht des Grauens (John Carpenter’s Halloween)
- 1979: Rock ’n’ Roll Highschool (Rock ’n’ Roll High School)
- 1979: The Fog – Nebel des Grauens (John Carpenter’s The Fog)
- 1980: Galaxina
- 1980: Das Geheimnis der fliegenden Teufel (Without Warning)
- 1981: Die Klapperschlange (Escape from New York)
- 1981: Halloween II – Das Grauen kehrt zurück (Halloween II)
- 1982: Das Ding aus einer anderen Welt (The Thing)
- 1982: Halloween III (Halloween III – Season of the Witch)
- 1983: Psycho II
- 1983: Die Chaotenclique (D.C. Cab)
- 1985: Warnzeichen Gen-Killer (Warning Sign)
- 1985: Zurück in die Zukunft (Back to the Future)
- 1986: Big Trouble in Little China
- 1988: Zwei mal Zwei (Big Business)
- 1988: Falsches Spiel mit Roger Rabbit (Who Framed Roger Rabbit)
- 1989: Geschichten aus der Gruft (Tales from the Crypt, Fernsehserie, 1 Folge)
- 1989: Zurück in die Zukunft II (Back to the Future Part II)
- 1990: Zurück in die Zukunft III (Back to the Future Part III)
- 1991: Hook
- 1991: Valkenvania – Die wunderbare Welt des Wahnsinns (Nothing But Trouble)
- 1992: Der Tod steht ihr gut (Death Becomes Her)
- 1993: Jurassic Park
- 1994: Flintstones – Die Familie Feuerstein (The Flintstones)
- 1995: Casper
- 1995: Apollo 13
- 1997: Flubber
- 1997: Liebling, jetzt haben wir uns geschrumpft (Honey, We Shrunk Ourselves)
- 1998: Ein Zwilling kommt selten allein (The Parent Trap)
- 1999: Battlestar Galactica: The Second Coming
- 2003: Looney Tunes: Back in Action
- 2004: Garfield – Der Film (Garfield: The Movie)
- 2006: Liebe braucht keine Ferien (The Holiday)
- 2008: Camp Rock
- 2010: Spy Daddy
- 2011: Jack und Jill (Jack and Jill)
- 2013: Crazy Kind of Love
- 2013: Unter Feinden – Walking with the Enemy (Walking with the Enemy)
- 2014: Freiheit (Freedom)
- 2015: The Girl in the Photographs
- 2015: Diablo
- 2017: Liebe zu Besuch (Home Again)
- 2019: Anastasia (Anastasia: Once Upon a Time)